# رمانتیک معاصر
رمانتیک معاصر (به انگلیسی: Contemporary romance) زیر شاخه‌ای از رمان‌های معاصر و عاشقانه است. این رمان‌های عاشقانه پس از سال ۱۹۴۵ و جنگ جهانی دوم منتشر شد. داستان رمانتیک معاصر همزمان با زمان نگارش آن می‌گذرد. بزرگ‌ترین زیرژانر رمان‌های رمانتیک معاصر آداب و رسوم زمان خود را منعکس می‌کنند. قهرمانان داستان‌های رمانتیک معاصر که قبل از سال ۱۹۷۰ نوشته شده‌اند، معمولاً هنگام ازدواج یا بچه‌دار شدن دست از کار را می‌کشند، درحالی‌که داستان‌هایی که بعد از سال ۱۹۷۰ نوشته شده‌اند، به ادامه کار مقید هستند. از آن‌جایی که داستان‌های رمانتیک معاصر دارای طرح‌های پیچیده‌تر و شخصیت‌های واقعی‌تر هستند، مرز بین این زیرژانر و ژانر داستان‌های زنانه کمرنگ شده‌است.
بیشتر داستان‌های رمانتیک معاصر حاوی عناصری هستند که تاریخ کتاب‌ها را نشان می‌دهند و اکثریت آن‌ها برای خوانندگان مدرن‌تر بی‌ربط به‌نظر می‌رسند و چاپ نمی‌شوند. آن‌هایی که از نقد زمان جان سالم به در می‌برند، مانند آثار جین آستن، اغلب به‌عنوان داستان‌های رمانتیک تاریخی طبقه‌بندی می‌شوند. در یک نظرسنجی در سال ۲۰۱۴ از خوانندگان رمان‌های عاشقانه، داستان‌های رمانتیک معاصر ۴۱ درصد از فروش کتاب‌های چاپی و ۴۴ درصد از فروش کتاب‌های الکترونیکی را در مقایسه با سایر زیرژانرهای رمانتیک به خود اختصاص می‌دهند.

## زیر ژانرها
داستان‌های رمانتیک معاصر ممکن است به‌نوبه خود در چندین زیرژانر دسته‌بندی شوند که گاهی با زیرژانرهای اصلی دیگر داستان‌های رمانتیک مخلوط می‌شوند.
زیر ژانرها عبارتند از:
- رمانتیک عمومی معاصر
- تعلیق رمانتیک معاصر
- رمانتیک مسیحی
- رمانتیک فانتزی معاصر
- رمانتیک فراطبیعی معاصر
- رمانتیک کودک
- رمانتیک پزشکی
- رمانتیک معاصر کابوی
- رمانتیک طنز معاصر
- رمانتیک بین‌المللی
- رمانتیک در محل کار
- رمانتیک تعطیلات
- رمانتیک لزبین
- رمانتیک مرد-مرد

### تعلیق رمانتیک معاصر
زیرژانر تعلیق رمانتیک معاصر شامل آثار ادبی‌ای است که هر دو عنصر عاشقانه و تعلیق را در خود دارد.

### رمانتیک مسیحی
از این زیرژانر به‌عنوان رمانتیک الهام‌بخش نیز یاد می‌شود که اغلب شامل مضامین و شخصیت‌هایی است که با ایمان مسیحیت سروکار دارند.

### رمانتیک فراطبیعی معاصر
زیر ژانر رمانتیک فراطبیعی معاصر شامل آثار ادبی‌ای است که هم عناصر عاشقانه و هم فراطبیعی را در خود دارد.

### رمانتیک کودک
این زیرژانر شامل موضوعات بارداری، نوزادان یا کودکان می‌شود. یکی از موانع گسترش این ژانر افزایش مداوم زنانی است که فرزندان خود را بدون هیچ شریکی بزرگ می‌کنند. بچه هیچ‌کس مثل بچه من نیست اثر سوزان الیزابت فیلیپس نمونه‌ای از این زیرژانر است.

### رمانتیک پزشکی
داستان‌های رمانتیک پزشکی را می‌توان به‌عنوان زیرمجموعه‌ای از رمانتیک معاصر و همچنین رمانتیک پزشکی در نظر گرفت، اما نوع محیط و شخصیت‌های خاص خود را دارد. محیط آن معمولاً یک محل کار پزشکی مانند بخش اورژانس، آمبولانس هوایی، پزشکی خانواده و زنان و زایمان است.
در رابطه با شخصیت‌ها، قهرمانان اصلی مرد (قهرمانان) همیشه پزشکان (عمدتاً پزشکان اورژانس، مراقبت‌های اولیه یا جراحان، و گاهی اوقات متخصصان زنان و زایمان، نوزادان یا پزشکان اطفال) هستند، اما پرستارانی هم هستند که در مراقبت‌های اولیه، زایمان، نوزادان، رزیدنتی، جراحی، بیهوشی یا اورژانس کار می‌کنند. پزشکان همیشه مبتکر هستند، مردان معمولاً قدبلند، دراز و کشیده و خوش‌اندام هستند، و پرستاران قوی و دلسوز هستند.
بیماران پتانسیل زیادی برای طرح‌های فرعی در داستان دارند. آن‌ها بدون در نظر گرفتن شدت آسیبی که دیده‌اند بهبود می‌یابند. تقریباً هیچ رابطه‌ای بین پزشک و بیمار، یا پرستار و بیمار شکل نمی‌گیرد، زیرا کارکنان حرفه‌ای مراقبت‌های بهداشتی از روابط صمیمی با بیماران، به‌دلیل بخشی از رابطه حرفه‌ای پزشک و بیمار اجتناب کنند.
طرح غالب در این داستان‌ها بارداری و کودکان است.

### رمانتیک لزبین
این زیرژانر بخش مهمی از ادبیات است و از اواسط دهه ۱۷۰۰ رایج بوده‌است. ژانر رمانتیک لزبین زیرشاخه‌ای از ژانرهای گسترده‌تر مانند عاشقانه بی‌دی‌اس‌ام، رمانتیک فراطبیعی، رمانتیک دوران بلوغ، رمانتیک فانتزی، و رمانتیک الهام‌بخش است.